# Шадринский телефонный завод
Ша́дринский телефо́нный заво́д (ШТЗ) — российский завод по производству аппаратуры ВЧ-связи по ЛЭП 35-1150 кВ, для объектов комплекса России и СНГ. Предприятие находится в Зауралье, в городе Шадринск (Курганская область). В 2017 году завод признан банкротом.

## История предприятия

### Во время Великой Отечественной войны
Датой своего создания «Шадринский телефонный завод» считает 24 октября 1941 года, тогда в Шадринск были эвакуирован «Московский радиозавод №18» на базе него и был открыт Шадринский. Во времена Великой Отечественной войны «Шадринский телефонный завод» производил военно-полевые аппараты, уже через чуть больше полгода, 1 мая 1942 было выпущено 100 штук аппаратов. А за все время ВОВ на шадринском заводе было выпущено 247 тысяч единиц аппаратуры связи.

### После Великой Отечественной войны
В послевоенные годы завод выпускал селеновые выпрямители, питающие устройства, микрофонные и телефонные капсюли, головные телефоны, ТНП, системы охранно-пожарной сигнализации. Через 19 лет, в 1960 году завод начал выпускать аппаратуры многоканальной дальней связи, К-60, К-1920, К-1920У, К-1920П, К-3600, К-5400, К-10800, ИКМ-480Р, К-24Р для Министерства связи и для подвижных бронеобъектов для Министерства обороны. Предприятие поставляло свой продукт для сети Интервидения Москва-Киев-Прага-Берлин. В 1975 году на завод поступил правительственный заказ по обеспечению космического проекта «Союз-Аполлон». В 1980 году завод поставлял свою продукцию для объекта «Олимпиада-80». 50000 км междугородных магистралей дальней связи России и СНГ были изготовлены в Шадринске.
В настоящее время [когда?] завод специализируется на выпуске аппаратуры ВЧ связи по ВЛ 35-1150 кВ. 
В апреле 2016 года на ОАО «ШТЗ» было введено внешнее управление.
15 мая 2017 года завод был признан банкротом. В апреле 2020 года открытое акционерное общество было официально ликвидировано.

## Собственники и руководство
Основные собственники завода по состоянию на 31 марта 2014 года:
- Воронов Андрей Владимирович (30,39 %);
- Воронова Надежда Варфаламеевна (21,51 %);
- Воронова Ирина Александровна (14,75 %);
- Воронова Надежда Александровна (10,79 %);

Генеральный директор — Сергей Воронов.